# سيسيل أو. سامويلسون
سيسيل أو. سامويلسون (بالإنجليزية: Cecil O. Samuelson)‏ هو قائد ديني أمريكي، ولد في 1 أغسطس 1941.

## وصلات خارجية
- سيسيل أو. سامويلسون على موقع إن إن دي بي (الإنجليزية)